# Форд Соллерс
Ford Sollers — совместное предприятие американского автопроизводителя Ford и российского Sollers, созданное в 2011 году и ликвидированное в 2022 году. Ford Sollers отвечал за производство, импорт и распространение всей продукции марки Ford, включая автомобили, запчасти и аксессуары, в России.

## История
1 октября 2011 года генеральный директор Ford Алан Мулалли и генеральный директор Sollers Вадим Швецов объявили о создании совместного предприятия Ford Sollers с равным участием для производства автомобилей марки Ford. Новая компания взяла под свой контроль завод Форда во Всеволожске под Санкт-Петербургом (открыт в 2002 году) и два завода Соллерса в Татарстане, один в Елабуге и другой в Набережных Челнах. Головные офисы/центр разработки продуктов были созданы в г. Химки, г. Москва.
Ford уже выпускал во Всеволожске линейки автомобилей Mondeo и Focus, затем первой моделью, выпущенной предприятием в Елабуге, стал Ford Transit. Позже на том же месте началось производство Kuga и Explorer. Для Набережночелнинского завода Экоспорт начался в 2014 г., а Фиеста — в 2015 г.
В сентябре 2015 года Ford Sollers запустил в Елабуге первый в России завод по производству двигателей иностранного бренда. Завод выпускает три версии двигателя Duratec объемом 1,6 л мощностью 85 л. с., 105 л. с. и 125 л. с.
С 2015 года Ford Sollers реализует социальную программу «Академия вождения для жизни», направленную на обучение молодых водителей технике безопасного вождения.
27 марта 2019 г. компания Ford объявила о реструктуризации своего соглашения с Sollers и прекращении производства легковых автомобилей в России, чтобы обеспечить более конкурентоспособный и устойчиво прибыльный бизнес в будущем.
1 марта 2022 года Ford Sollers приостановил свою деятельность в ответ на вторжение России в Украину в 2022 году. 26 октября 2022 г. Ford продал свою 49-процентную долю в совместном предприятии и ушел с российского рынка, добавив, что сохраняет за собой право выкупить их в течение 5 лет «в случае изменения глобальной ситуации».

## Производство

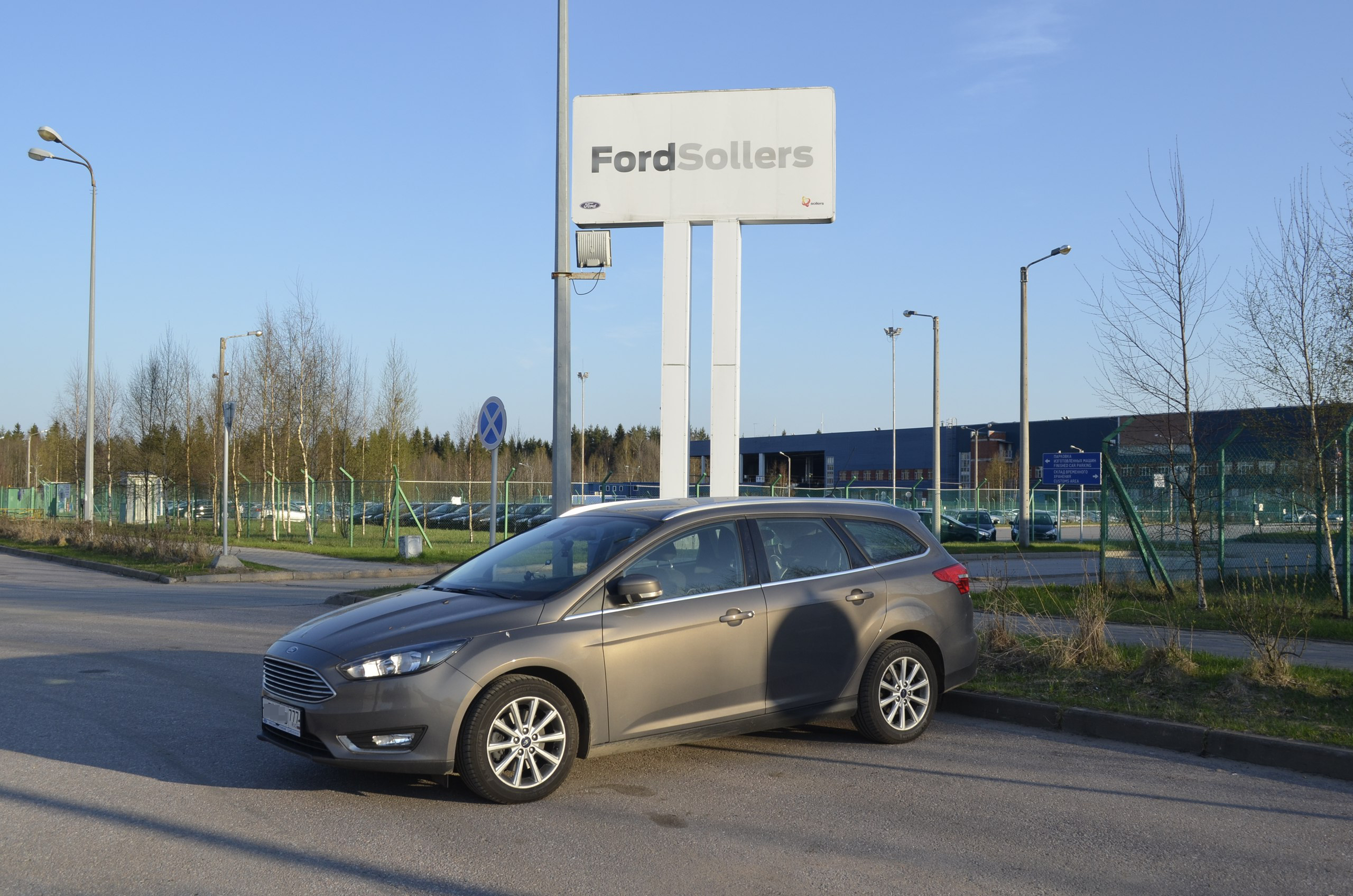
Фейслифтинг Ford Focus Mk3 перед Всеволожским заводом

### Всеволожск (Санкт-Петербург)
- Форд Фокус (2002—2019)
- Форд Мондео (2009—2019)

### Елабуга
- Форд Транзит (2012—2022 гг.)
- Форд Куга (2013—2019)
- Форд Эксплорер (2012—2019)
- Форд Гэлакси (2012—2014)
- Форд С-Макс (2012—2014)
- Аурус Сенат[13]

### Набережные Челны
- Форд Экоспорт (2014—2019)
- Форд Фиеста (2015—2019)

## Расположение
Производство Ford Focus и Mondeo располагалось во Всеволожске под Санкт-Петербургом.
Производство Ford Transit, Kuga, Explorer, Galaxy, C-Max и Aurus Senat располагалось в городе Елабуга в Татарстане.
Производство Ford Ecosport и Fiesta располагалось в Набережных Челнах в Татарстане.